# Hoog-Itter
Hoog-Itter (Frans: Haut-Ittre) is een plaats en deelgemeente van de Belgische gemeente Itter. Hoog-Itter ligt in de provincie Waals-Brabant en was tot 1 januari 1977 een zelfstandige gemeente.
Het nabijgelegen knooppunt Hoog-Itter is naar de plaats vernoemd.

## Bezienswaardigheden
- De Sint-Laurentiuskerk (Église Saint-Laurent) is een kerkgebouw waarvan de oudste delen uit de 11e of 12e eeuw stammen en in de daaropvolgende eeuwen werd uitgebreid en hersteld.
- Diverse natuurstenen pijlerkapelletjes.

## Natuur en landschap
Haut-Ittre ligt aan de Ri Ternel. Er zijn holle wegen. De hoogte aan de kerk bedraagt 112 meter. Nabij Haut-Ittre ligt grootscahligeinfrastructuur, namelijk het Knooppunt Hoog-Itter en de bijbehorende autowegen.

## Demografische ontwikkeling
- Bronnen:NIS, Opm:1831 tot en met 1970=volkstellingen, 1976= inwonersaantal op 31 december

## Politiek

### Lijst van burgemeesters
- (1854): J.B. Demeur[1]
- (1875): L. Gailly[2]
- -1892: Joseph Gérard[3][4]
- 1896-1923: Charles Bavay[5]
- 1964: R. Bavay[6]

## Nabijgelegen kernen
Ittre, Woutersbrakel, Nijvel, Kasteelbrakel